# Exitos eternos: remixes
Exitos Eternos: Remixes é um EP do cantor porto-riquenho Luis Fonsi, lançado em 2006 pela gravadora Universal Music Latino.

## Faixas
| N.º            | Título                                                    | Compositor(es)                        | Duração |  |
| 1.             | "Tu Amor"                                                 | Jeremias                              | 3:42    |  |
| 2.             | "Tu Amor (Cumbia Norteña Version)"                        | Jeremias                              | 3:42    |  |
| 3.             | "Paso a Paso (Alternate Version)"                         | Claudia Brant Luis Fonsi              | 3:51    |  |
| 4.             | "Nada es para Siempre (Reggaeton Version) (feat. Adassa)" | Amaury Gutiérrez                      | 3:30    |  |
| 5.             | "Estoy Perdido"                                           | Sebastián Krys Juan Carlos Pérez-Soto | 2:59    |  |
| Duração total: | Duração total:                                            | Duração total:                        | 13:20   |  |